# David Kruse
David Kjær Kruse (født 15. maj 2002) er en dansk professionel fodboldspiller, der spiller som midtbanespiller for den svenske Allsvenskan-klub IFK Göteborg.

## Karriere

### Horsens
Kruse begyndte at spille fodbold i Sole IF, hvor han spillede i 4,5 år. Han kom senere til Hedensted IF, hvor han var i 1,5 år, inden han kom til AC Horsens som U13-spiller. I august 2019 skrev 17-årige Kruse under på en kontrakt med Horsens indtil juni 2022.
I begyndelsen af sæsonen 2020–21 fik Kruse sin danske Superliga-debut for Horsens den 11. april 2021 mod SønderjyskE.

### Valenciennes
Den 10. august 2023 blev det bekræftet, at Kruse var blevet solgt til franske Ligue 2-klub Valenciennes FC, og underskrev en tre-årig aftale.

### IFK Göteborg
Den 1. august 2024 bekræftede Allsvenskan-klubben IFK Göteborg, at de havde underskrevet en kontrakt med Kruse indtil udgangen af 2028.

## Eksterne links
- David Kruse profil på Soccerway

- David Kruse i DBU's Landsholdsdatabase